# Unione Sportiva Arezzo 2017-2018
Questa voce raccoglie le informazioni riguardanti l'Unione Sportiva Arezzo nelle competizioni ufficiali della stagione calcistica 2017-2018.

## Stagione
Nella stagione 2017-2018 l'Arezzo partecipa al cinquantesimo campionato di terza serie della sua storia, nel girone A della Serie C. Raccoglie sul campo 52 punti, ma con il grave fardello della penalizzazione di 13 punti, dall'ottavo posto che avrebbe portato ai Play-off al sedicesimo finale. La stagione aretina è iniziata con l'allenatore Claudio Bellucci, subisce tre sconfitte nelle prime quattro giornate e viene sostituito da Massimo Pavanel con lui la squadra toscana ottiene 26 punti, tanto nel girone di andata ché in quello di ritorno. Ma è una stagione segnata da difficoltà economiche e societarie, che tolgono serenità e punti in classifica. Mentre sul campo la squadra amaranto dimostra una solida compattezza. Miglior realizzatore di stagione Davide Moscardelli che firma dodici reti. Ammessa alla Coppa Italia Tim Cup la squadra aretina viene eliminata nel primo turno dalla Triestina perdendo in casa (0-1). L'Arezzo partecipa anche alla Coppa Italia di Serie C ma viene subito estromessa nei sedicesimi, sconfitta a Livorno (2-1).
Il 5 marzo 2018 l'Unione Sportiva Arezzo viene dichiarata fallita a causa di debiti pregressi non saldati. Il 6 maggio 2018 i curatori fallimentari annunciano il passeggio della proprietà alla neonata Società Sportiva Arezzo, che quindi mantiene la categoria acquisita sul campo, e ripartirà nella stagione successiva dalla Serie C.

## Divise e sponsor
Lo sponsor tecnico per la stagione 2017-2018 è Macron mentre gli sponsor di maglia sono Euronics (main sponsor), GP rent e Chimet (nel retro sotto il numero di maglia).
| Casa | Trasferta | Terza divisa |

## Rosa
La rosa tratta dal sito ufficiale è aggiornata al 31 agosto 2017.
| N. |                       | Ruolo | Calciatore                    |
| -- | --------------------- | ----- | ----------------------------- |
| 1  | Italia (bandiera)     | P     | Lorenzo Ferrari               |
| 2  | Italia (bandiera)     | D     | Devis Talarico                |
| 3  | Italia (bandiera)     | D     | Michele Rinaldi               |
| 4  | Italia (bandiera)     | D     | Sergio Sabatino               |
| 5  | Slovacchia (bandiera) | D     | Atila Varga                   |
| 6  | Francia (bandiera)    | C     | Curtis Yebli                  |
| 7  | Italia (bandiera)     | C     | Mattia Corradi                |
| 8  | Italia (bandiera)     | C     | Fabio Foglia                  |
| 9  | Italia (bandiera)     | A     | Davide Moscardelli (capitano) |
| 10 | Italia (bandiera)     | A     | Aniello Cutolo                |
| 11 | Italia (bandiera)     | A     | Marco Cellini                 |
| 12 | Italia (bandiera)     | P     | Samuele Perisan               |
| 13 | Malta (bandiera)      | D     | Zach Muscat                   |
| 14 | Italia (bandiera)     | D     | Stefano Ferrario              |

| N. |                   | Ruolo | Calciatore           |
| -- | ----------------- | ----- | -------------------- |
| 15 | Italia (bandiera) | D     | Mattia Ravanelli     |
| 16 | Italia (bandiera) | D     | Alessio Luciani      |
| 17 | Italia (bandiera) | A     | Eugenio D'Ursi       |
| 18 | Italia (bandiera) | C     | Giuseppe De Feudis   |
| 19 | Italia (bandiera) | A     | Antonio Di Nardo     |
| 20 | Italia (bandiera) | C     | Giacomo Cenetti      |
| 21 | Italia (bandiera) | C     | Massimiliano Benucci |
| 22 | Italia (bandiera) | P     | Daniele Borra        |
| 23 | Italia (bandiera) | C     | Roberto Criscuolo    |
| 24 | Italia (bandiera) | A     | Filippo Gerardini    |
| 25 | Italia (bandiera) | D     | Francesco Quero      |
| 26 | Italia (bandiera) | D     | Matteo Franchetti    |
| 27 | Italia (bandiera) | C     | Francesco Disanto    |
| 28 | Italia (bandiera) | C     | Luca Lulli           |

## Risultati

### Campionato di Serie C girone A

#### Girone di andata
| Arbitro: | Lorenzin (Castelfranco Veneto) |

|                        |           |                                   |
| Rinaldi 38’ D'Ursi 83’ | Marcatori | 16’ Sbardella 32’ Sanna 61’ Lisai |

| Arbitro: | Schirru (Nichelino) |

|                       |           |                                               |
| Bruno 46’ (rig.), 70’ | Marcatori | 3’ Cutolo 36’ (rig.) Moscardelli 93’ Sabatino |

| Arbitro: | Valiante (Salerno) |

|                |           |                              |
| Moscardelli 4’ | Marcatori | 44’ (rig.), 90+2’ F. Ferrari |

| Arbitro: | Natilla (Molfetta) |

|                              |           |            |
| Scaccabarozzi 55’ Romero 78’ | Marcatori | 62’ D'Ursi |

| Arbitro: | Amabile (Vicenza) |

|  |           |               |
|  | Marcatori | 66’ Del Sante |

| Arbitro: | Maggioni (Lecco) |

|  |           |              |
|  | Marcatori | 75’ Di Nardo |

| Arbitro: | Mei (Pesaro) |

|                           |           |             |
| Moscardelli 38’ Varga 54’ | Marcatori | 90’ Pesenti |

| Arbitro: | Dionisi (L'Aquila) |

|              |           |            |
| Maiorino 13’ | Marcatori | 67’ D'Ursi |

| Arbitro: | Colombo (Como) |

|  |           |              |
|  | Marcatori | 86’ Ogunseye |

| Arbitro: | De Santis (Lecce) |

|  |           |                               |
|  | Marcatori | 71’ Luciani 89’, 90+2’ Cutolo |

| Arbitro: | Perotti (Legnano) |

|                 |           |                     |
| Moscardelli 37’ | Marcatori | 78’ (rig.) Razzitti |

| 5 novembre 2017, ore CET 12ª giornata |  | – Turno di riposo Arezzo |  |  |

| Grosseto 8 novembre 2017, ore 20:30 CET 13ª giornata | Gavorrano           | 0 – 0 | Arezzo | Stadio Carlo Zecchini\| Arbitro: \| Gariglio (Pinerolo) \| |
| Arbitro:                                             | Gariglio (Pinerolo) |       |        |                                                            |

| Arbitro: | Moriconi (Roma) |

|                 |           |              |
| Moscardelli 27’ | Marcatori | 70’ Belfasti |

| Arbitro: | Longo (Paola) |

|                        |           |  |
| Foglia 7’ Di Nardo 84’ | Marcatori |  |

| Arbitro: | Mantelli (Brescia) |

|             |           |  |
| Marotta 78’ | Marcatori |  |

| Arbitro: | Meleleo (Casarano) |

|                 |           |  |
| Moscardelli 33’ | Marcatori |  |

| Arbitro: | Sozza (Seregno) |

|                       |           |                                 |
| Carillo 59’ Negro 72’ | Marcatori | 25’, 60’ Moscardelli 36’ Foglia |

| Arbitro: | De Tullio (Bari) |

|                   |           |                   |
| Moscardelli 90+2’ | Marcatori | 60’ (rig.) Tavano |

#### Girone di ritorno
| Arbitro: | Provesi (Treviglio) |

|                             |           |             |
| Sanna 42’ Curcio 56’ (rig.) | Marcatori | 38’ Rinaldi |

| Arbitro: | Viotti (Tivoli) |

|                                                  |           |                   |
| Cutolo 1’ Moscardelli 5’ Rinaldi 68’ Benucci 84’ | Marcatori | 51’, 57’ F. Perna |

| Arbitro: | Gualtieri (Asti) |

|            |           |  |
| Regoli 28’ | Marcatori |  |

| Arbitro: | G. Miele (Nola) |

|                        |           |                               |
| Moscardelli 72’ (rig.) | Marcatori | 5’ (rig.) Corazza 37’ Corradi |

| Arbitro: | Cascone (Nocera Inferiore) |

|             |           |            |
| Capuano 26’ | Marcatori | 43’ Cutolo |

| Arbitro: | Dionisi (L'Aquila) |

|  |           |                              |
|  | Marcatori | 29’ Barlocco 76’ Fischnaller |

| Pontedera 18 febbraio 2018, ore CET 26ª giornata | Pontedera      | 0 – 0 | Arezzo | Stadio Ettore Mannucci\| Arbitro: \| Cudini (Fermo) \| |
| Arbitro:                                         | Cudini (Fermo) |       |        |                                                        |

| Arbitro: | Pasciuta (Agrigento) |

|            |           |  |
| Cutolo 24’ | Marcatori |  |

| Arbitro: | Viotti (Tivoli) |

|                       |           |                                      |
| Ragatzu 2’ Biancu 17’ | Marcatori | 29’ Cenetti 41’ Cellini 90+1’ Cutolo |

| Arbitro: | Carella (Bari) |

|  |           |               |
|  | Marcatori | 19’ Mendicino |

| Arbitro: | Vigile (Cosenza) |

|                           |           |  |
| Jefferson 51’, 53’ (rig.) | Marcatori |  |

| 21 marzo 2018, ore CEST 31ª giornata |  | – Turno di riposo Arezzo |  |  |

| Arezzo 25 marzo 2018, ore CEST 32ª giornata | Arezzo                     | 0 – 0 | Gavorrano | Stadio Città di Arezzo\| Arbitro: \| Garofalo (Torre del Greco) \| |
| Arbitro:                                    | Garofalo (Torre del Greco) |       |           |                                                                    |

| Arbitro: | Capone (Palermo) |

|             |           |                                |
| Musetti 29’ | Marcatori | 26’ (rig.) Cutolo 41’ Semprini |

| Cuneo 8 aprile 2018, ore CEST 34ª giornata | Cuneo           | 0 – 0 | Arezzo | Stadio Fratelli Paschiero\| Arbitro: \| Donda (Cormons) \| |
| Arbitro:                                   | Donda (Cormons) |       |        |                                                            |

| Arbitro: | Sozza (Seregno) |

|            |           |  |
| Cutolo 51’ | Marcatori |  |

| Pontedera 22 aprile 2018, ore CEST 36ª giornata | Prato             | 0 – 0 | Arezzo | Stadio Ettore Mannucci\| Arbitro: \| Perotti (Seregno) \| |
| Arbitro:                                        | Perotti (Seregno) |       |        |                                                           |

| Arbitro: | Amabile (Vicenza) |

|                        |           |  |
| Moscardelli 50’ (rig.) | Marcatori |  |

| Arbitro: | Nicoletti (Catanzaro) |

|  |           |             |
|  | Marcatori | 90’ Cellini |

### Coppa Italia
| Arbitro: | Dionisi (L'Aquila) |

|  |           |            |
|  | Marcatori | 10’ Mensah |

### Coppa Italia Lega Pro

#### Fase a eliminazione diretta
| Arbitro: | Zingarelli (Siena) |

|                          |           |             |
| Maiorino 45’ Montini 85’ | Marcatori | 6’ Sabatino |